# 北京您早
《北京您早》（英語：Good Morning Beijing）是北京广播电视台新闻节目中心制作的一节早间新闻资讯节目，于1991年7月30日启播。现时，该节目于每日7:01-9:00在该台旗下的北京卫视及新闻频道联播。

## 沿革
1990年，北京电视台开始筹备早间综合性电视节目。次年7月，该台披露了该节目将要启播的消息，并指节目会以服务性内容为主，“突出早间特点”。当月30日，节目正式启播，初时于每星期二至日7:00在北京电视台6频道（第一套节目）播映，之后扩版为每日播映，时长为15分钟。节目启播初期设置《北京早新闻》《国内外大事》等两个新闻类版块，以及包括《您早信箱》《求医问药》《为您指南》《行车问路》《古都新事》《北京地区天气预报》《健美一分半》在内的若干服务类版块，很快受到北京地区民众欢迎。当年10月，中国社会调查所于北京进行抽样调查，显示该节目收视率为11.7%。
1992年，该节目又新开《朝花夕拾》《股市行情》《一周话题》《京华人物》等版块，每集节目的播映时长亦由15分钟扩充至20分钟。1994年10月1日，节目再次改版，增加了《今天我上镜》《电视医院》等版块，并恢复此前暂停播映的《行车问路》版块。2002年10月8日，该节目推出《晨间看点》版块，其中的《分享》子栏目因为播映普通民众利用便携式摄影机拍摄的身边事件而大受欢迎。
2005年1月1日，该节目再进行改版，于7:20左右增设时长约5分钟的路况播报环节，由交通专项主播与北京市公安局公安交通管理局的警官共同主持。2006年，《晨间资讯》并入该节目，《北京您早》由此成为一档时长60分钟的早晨新闻直播节目。2007年，该节目时长再扩充至90分钟，并分为“看北京”“看中国”“看世界”三个部分，此外又试办以情景喜剧模式“说新闻”的《新闻情景剧》版块。
2009年9月28日，该节目开始以高清格式制作，成为北京卫视高清版本启播后的首节新闻节目。2011年1月1日，因应北京电视台公共频道改版为公共·新闻频道，该节目开始实施北京卫视、公共·新闻频道两台联播制度。2013年1月1日，节目再扩版至如今的120分钟。

## 节目播映情况
现时，《北京您早》每集节目包含广告时长为119分钟。第一小时先由新闻主播依次播报国内重点新闻及国际重点新闻，及后分别由天气主播及资讯主播报告天气及财经消息，随后新闻主播继续播报本埠新闻。第二小时前半部分继续由新闻主播播报本埠新闻，随后天气主播及资讯主播分别报告天气及本埠民生简讯，然后由一名新闻主播播报社交网络热点新闻，此后两名新闻主播再依次播报其他本埠新闻及其他国际新闻，最后分别由天气主播及新闻主播报告天气及本埠文艺消息。

## 主播

### 现任主播
现时，该节目每集由4名主播负责播报，包含一男一女两名新闻主播，以及一名资讯主播、一名天气主播。
- 新闻主播：
  - 男：张默、邬晔纬、赵文龙
  - 女：蒋宝琛、西鸥、陆放
- 资讯及天气主播：高天阳、韩凯凡、祖冲亚、石之声、尹思思、宋瑶、苏琳、杨婉莹、张崇伟、孙宇坤、阚成伟、牛芊茵

### 过往主播
曾常驻主持该节目的较为知名的主持人包括刘元元、李静、向真、聂一菁、常索妮、徐滔、陈阳、孙天旭、刘洪悦等。

## 争议
2012年9月7日，《北京您早》节目曾报道“有专家证实西红柿与螃蟹同食会产生三价砷化物”的消息，惟该消息随后被医学及营养学界人士斥为误导性报道。